# 約倫貝克米倫巴赫河

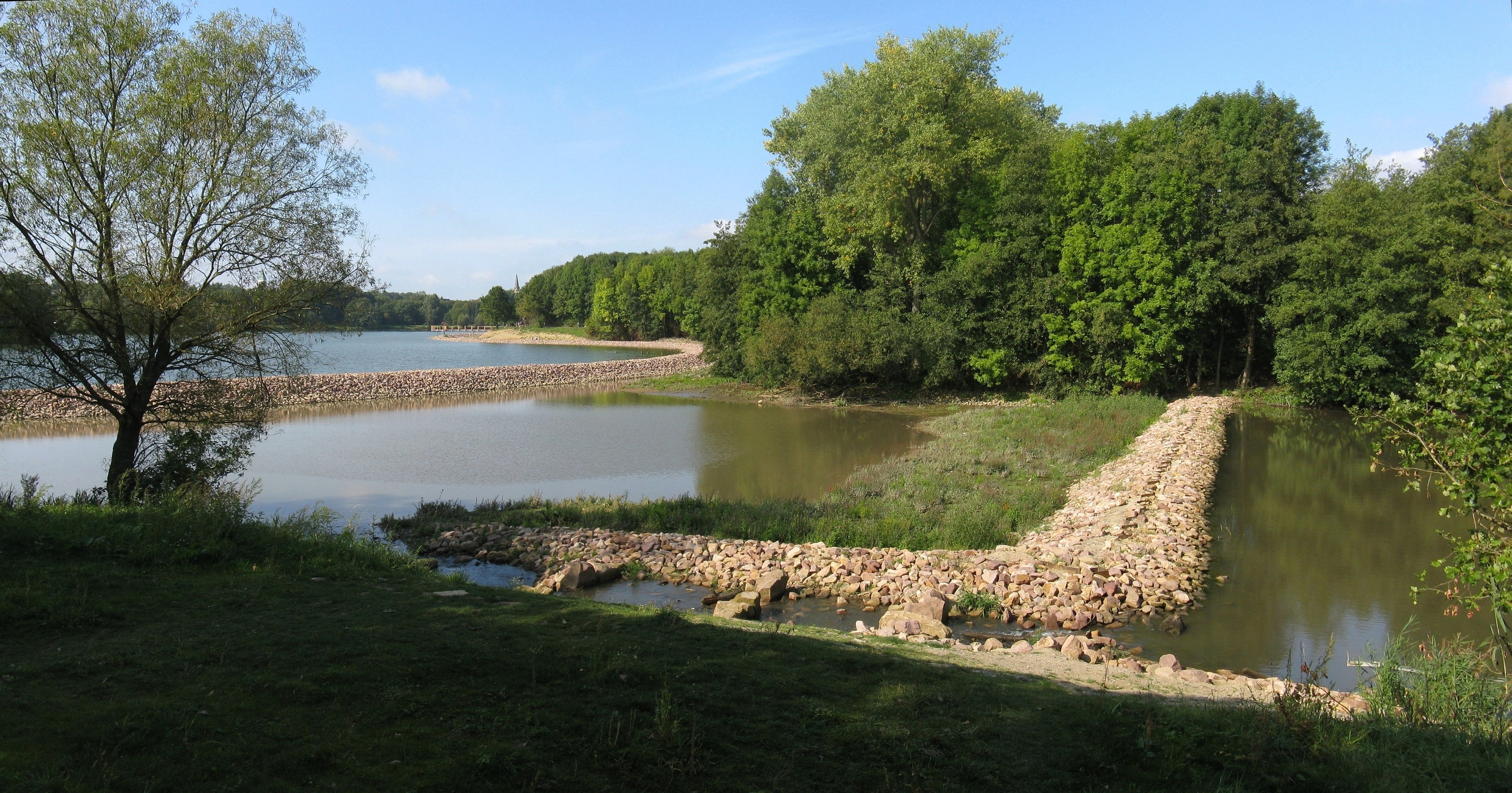
約倫貝克米倫巴赫河

52°3′43″N 8°34′4″E / 52.06194°N 8.56778°E
約倫貝克米倫巴赫河（德語：Jöllenbecker Mühlenbach），是德國的河流，位於該國西部，處於北萊茵-威斯特法倫州，屬於阿河的左支流，河道全長9.9公里，流域面積20.6平方公里。